# 치비타캄포마라노
치비타캄포마라노(이탈리아어: Civitacampomarano)는 이탈리아 몰리세주 캄포바소도의 코무네다. 캄포바소로부터 남쪽 25km 거리에 있다.